# Embetsu (Hokkaidō)
Embetsu (jap. 遠別町, -chō) ist eine Kleinstadt im Landkreis Teshio in der Unterpräfektur Rumoi auf Hokkaidō.

## Geografie
Innerhalb der Stadtgrenzen befindet sich der 1.032 m hohe Berg Pisshiri (ピッシリ山), Ainu für „Berg der Steine“, der gleichzeitig die Grenze zwischen Embetsu, Haboro, Horokanai bildet.
Embetsu wird von dem gleichnamigen, namensgebenden Fluss durchflossen.

## Geschichte
Das Dorf Shosambetsu als eigenständige Gemeinde entstand am 1. April 1903 als Ausgliederung aus dem Dorf Teshio. Am 1. April 1919 wurde es zur Gemeinde 2. Klasse und am 1. April 1949 zur Chō ernannt.

## Sehenswürdigkeiten
In Embetsu befindet sich die 29,4 °C warme Asahi-Onsen (旭温泉).

## Verkehr
Embetsu hat Anschluss an die Nationalstraße 232 nach Teshio und Rumoi. Präfekturstraßen die die Ortsgrenzen durchqueren sind die Präfekturstraßen 119, 256, 393, 688, 741, 826, 854 und 971.
Sämtliche frühere Zugverbindungen nach Embetsu wurden eingestellt. Die 1987 vollständig eingestellte Haboro-Linie der staatlichen JNR nach Rumoi und Horonobe hielt an den Bahnhöfen Utakoshi, Teshio-Kanaura, Embetsu, dem Haltepunkt Keimei und dem Bahnhof Marumatsu. Die Haboro-Linie diente ursprünglich dem Kohletransport.

## Wirtschaft
Hauptwirtschaftszweige von Embetsu sind die Fischerei, Land-, Milch- und Forstwirtschaft. Die Stadt liegt auf der nördlichen Grenze des Reisanbaus.

## Bildung
In Embetsu befindet sich die Grundschule Embetsu, die Mittelschule Embetsu und die Landwirtschaftliche Oberschule Hokkaidō-Embetsu (北海道遠別農業高等学校, Hokkaidō Embetsu nōgyō kōtō gakkō).

## Städtepartnerschaften
Die Partnerstadt von Embetsu ist Castlegar in der kanadischen Provinz British Columbia.

## Angrenzende Städte und Gemeinden
- Unterpräfektur Rumoi:
  - Teshio
  - Haboro
  - Shosambetsu
- Unterpräfektur Kamikawa:
  - Nakagawa
- Unterpräfektur Sorachi:
  - Horokanai